# Erika Lorenz
Erika Lorenz (* 20. März 1923 in Hamburg; † 2. August 2003 in Hamburg) war eine deutsche Romanistin und Hispanistin.

## Leben
Erika Lorenz wurde im Jahr 1953 an der Universität Hamburg bei Rudolf Grossmann mit der Dissertation Rubén Darío „bajo el divino imperio de la música“. Studie zur Bedeutung eines ästhetischen Prinzips (Hamburg 1956) promoviert. Ab 1956 war Lorenz am Iberoamerikanischen Forschungsinstitut in Hamburg tätig. Sie habilitierte sich 1960 mit der Schrift Der metaphorische Kosmos der modernen spanischen Lyrik 1936–1956 (Hamburg 1961). In den Jahren 1964 und 1965 war sie Gastprofessorin in Bogotá und Medellín (Kolumbien). Von 1969 bis zu ihrer Emeritierung 1985 lehrte sie  als Professorin für spanische, lateinamerikanische und französische Literatur- und Sprachwissenschaft an der Universität Hamburg. Zahlreiche Texte der spanischen Mystik (Teresa von Avila, Johannes vom Kreuz, Francisco de Osuna, Ramon Llull) wurden von Erika Lorenz ausgewählt, übersetzt, mit Anmerkungen versehen und herausgegeben. Sie verband darin, wie in vielen ihrer Monographien, die romanistische wissenschaftliche Kompetenz mit dem seit ihrer Konversion von 1956 praktizierten katholischen Glauben.

## Veröffentlichungen

### Monografien
- Der altspanische Cid. Fink Verlag, München 1971.
- Teresa von Ávila. Licht und Schatten. Novalis, Schaffhausen 1982, ISBN 978-3-72140108-0.
- „Nicht alle Nonnen dürfen das.“ Teresa von Ávila und Pater Gracián – die Geschichte einer großen Begegnung. (= Herderbücherei, Band 1090).  Herder, Freiburg im Breisgau 1983, ISBN 978-3-451-08090-6.
- Ein Pfad im Wegelosen. Teresa von Ávila – Erfahrungsberichte und innere Biographie. (= Herderbücherei, Band 1307). Herder, Freiburg im Breisgau 1986, ISBN 978-3-451-08307-5.
- Das Vaterunser der Teresa von Ávila. Anleitung zur Kontemplation. Herder, Freiburg im Breisgau 1987, ISBN 978-3-451-20971-0.
- Ins Dunkel geschrieben. Johannes vom Kreuz – Briefe geistlicher Führung. (= Herderbücherei, Band 1505). Freiburg im Breisgau 1987, ISBN 978-3-451-08505-5.
- Vom Karma zum Karmel. Erfahrungen auf dem inneren Weg. Herder, Freiburg im Breisgau 1989, ISBN 978-3-451-08638-0.
- Licht der Nacht. Johannes vom Kreuz erzählt sein Leben. Herder, Freiburg im Breisgau 1990, ISBN 3-451-21814-3.
- Auf der Jakobsleiter. Der mystische Weg des Johannes vom Kreuz. Herder, Freiburg im Breisgau 1991, ISBN 978-3-451-22319-8.
- Wort im Schweigen. Vom Wesen christlicher Kontemplation. Herder, Freiburg im Breisgau 1993, ISBN 978-3-451-23089-9.
- Praxis der Kontemplation. Die Weisung der klassischen Mystik. Kösel, München 1994, ISBN 978-3-466-20381-9.
- Weg in die Weite. Die drei Leben der Teresa von Ávila. Herder, Freiburg im Breisgau 2003, ISBN 978-3-451-28021-4.

### Herausgeberschaften
- Der nahe Gott. Im Wort der spanischen Mystik. Herder, Freiburg im Breisgau 1985, ISBN 978-3-451-20529-3.
- Frauen der Kirche. Hildegard von Bingen, Caterina von Siena, Teresa von Ávila, Maria Ward, Lucretia Marinella, Marie de Jars de Gournay. Zusammen mit Veronika Straub. Pfeiffer, München 1986, ISBN 978-3-79040478-4,  	Inhaltsverzeichnis.[1]
- Teresa von Ávila. Eine Biographie mit Bildern und Texten. Zusammen mit Helmuth Nils Loose. Herder, Freiburg im Breisgau 1994, ISBN 978-3-451-23446-0.